# 岡部峯吉
岡部 峯吉（おかべ みねきち、1865年10月3日（慶応元年8月14日） - 1935年（昭和10年）3月26日、旧姓:藤田)は、日本の教員。松末小学校(福岡県朝倉市杷木星丸)5代目校長。長兄は医師 で朝倉郡医師会（玄洋医会）の代表を勤めた開業医・藤田進。次兄に獣医師・獣医学博士で免疫学者の梅野信吉がいる。

## 来歴
筑前国夜須郡甘木村(後の福岡県朝倉郡甘木町を経て甘木市、現・福岡県朝倉市)に獣医師で甘木町戸長の藤田源吾の三男として生まれる。山梨師範学校（現・山梨大学教育学部）を卒業後、哲学館(現・東洋大学)で漢学を学ぶ。漢学者岡部千仭に養子に入り、フデと結婚。その後、カ子と再婚。久喜宮小学校(朝倉市杷木)、大隈小学校(現・嘉麻市)、大庭小学校(朝倉市大庭)、小石原小学校(現・東峰村)で教職に就いた。